# Конвичка, Павел
Павел Конвичка (чеш. Pavel Konvička; род. 25 марта 1952[…], Оломоуц) — чехословацкий гребец, выступавший за сборную Чехословакии по академической гребле в 1970-х и 1980-х годах. Бронзовый призёр чемпионата мира, обладатель серебряной медали чемпионата Европы, победитель и призёр первенств национального значения, участник трёх летних Олимпийских игр.

## Биография
Павел Конвичка родился 25 марта 1952 года в городе Оломоуц, Чехословакия.
Первого серьёзного успеха в академической гребле на международном уровне добился в сезоне 1969 года, когда вошёл в состав чехословацкой национальной сборной и в восьмёрках одержал победу на юниорском мировом первенстве в Неаполе.
Впервые заявил о себе среди взрослых спортсменов в сезоне 1971 года, выступив на чемпионате Европы в Копенгагене — здесь в восьмёрках стал седьмым.
Благодаря череде удачных выступлений удостоился права защищать честь страны на летних Олимпийских играх 1972 года в Мюнхене. В составе экипажа-восьмёрки, куда также вошли гребцы Зденек Куба, Ладислав Лоренц, Зденек Зика, Ладислав Гейтум, Милан Сухопар, Мирослав Враштил, Олдржих Крутак и рулевой Иржи Птак, неудачно выступил на предварительном квалификационном этапе, но через дополнительный отборочный заезд всё же попал в полуфинальную стадию, где в конечном счёте финишировал пятым. В утешительном заезде за 7-12 места стал четвёртым и таким образом закрыл десятку сильнейших экипажей в своей дисциплине.
В 1973 году побывал на чемпионате Европы в Москве, откуда привёз награду серебряного достоинства, выигранную в восьмёрках.
В 1975 году в той же дисциплине стал четвёртым на чемпионате мира в Ноттингеме.
Находясь в числе лидеров гребной команды Чехословакии, благополучно прошёл отбор на Олимпийские игры 1976 года в Монреале. На сей раз показал в программе восьмёрок шестой результат, при этом его партнёрами были гребцы Вацлав Млс, Йозеф Пламинек, Йозеф Покорный, Карел Мейта, Йозеф Нештицкий, Любомир Заплетал, Мирослав Враштил и рулевой Иржи Птак.
В 1977 году в четвёрках без рулевого взял бронзу на чемпионате мира в Амстердаме.
В 1979 году в рулевых четвёрках занял девятое место на чемпионате мира в Бледе.
Стартовал в распашных рулевых четвёрках на Олимпийских играх 1980 года в Москве, совместно с Мартином Гладиком, Яном Кабргелом, Миланом Сухопаром и рулевым Антонином Бараком в итоге стал девятым.
После московской Олимпиады Конвичка остался действующим спортсменом на ещё один олимпийский цикл и продолжил принимать участие в крупнейших международных регатах. Так, в 1981 году в четвёрках без рулевого он был четвёртым на чемпионате мира в Мюнхене.
В 1982 году в безрульных четвёрках показал четвёртый результат на чемпионате мира в Люцерне.
В 1983 году в той же дисциплине финишировал пятым на чемпионате мира в Дуйсбурге.
Рассматривался в качестве кандидата на участие в Олимпийских играх 1984 года в Лос-Анджелесе, но Чехословакия вместе с несколькими другими странами восточного блока бойкотировала эти соревнования по политическим причинам. Вместо этого Конвичка выступил на альтернативной регате «Дружба-84» в Москве, где в четвёрках без рулевого завоевал бронзовую медаль.